# Simbabwische Cricket-Nationalmannschaft in England in der Saison 2000
Die Tour der simbabwischen Cricket-Nationalmannschaft nach England in der Saison 2000 fand vom 27. April bis zum 5. Juni 2000 statt. Die internationale Cricket-Tour war Teil der internationalen Cricket-Saison 2000 und umfasste zwei Test Matches. England gewann die Serie 1–0.

## Vorgeschichte
Simbabwe spielte zuvor in einem Drei-Nationen-Turnier, für England war es die erste Tour der Saison.
Das letzte Aufeinandertreffen der beiden Mannschaften bei einer Tour fand in der Saison 1999/2000 in Simbabwe statt und es war das erste Mal, dass die englische Nationalmannschaft eine Tour in Simbabwe spielte.

## Stadien
Für die Tour wurden folgende Stadien als Austragungsorte vorgesehen.
| Stadion               | Stadt      | Kapazität | Spiele  |
| --------------------- | ---------- | --------- | ------- |
| Trent Bridge          | Nottingham | 15.350    | 2. Test |
| Lord’s Cricket Ground | London     | 30.000    | 1. Test |

## Kader
England benannte seinen Kader am 13. Mai 2000.
| Test | Test |
| England | Simbabwe |
| --- | --- |
| - Nasser Hussain (K) - Mike Atherton - Andy Caddick - Andrew Flintoff - Ed Giddins - Darren Gough - Stephen Harmison - Graeme Hick - Nick Knight - Mark Ramprakash - Chris Schofield - Alec Stewart (wk) - Craig White | - Andrew Flower (K) - Heath Streak (VK) - Grant Flower - Alistair Campbell - Stuart Carlisle - Trevor Gripper - Murray Goodwin - Neil Johnson - Mluleki Nkala - Henry Olonga - Gary Brent - Mpumelelo Mbangwa - Brian Murphy - Bryan Strang - Craig Wishart - Tatenda Taibu (wk) - Dirk Viljoen - Guy Whittall |

## Tour Matches
| 27. – 30. April Scorecard | Southampton | Hampshire 131 (53.5) & 234-4 (69) | – | Zimbabweans 364-7d (106) |
|                           |             | Remis                             |   |                          |

| 3. – 5. Mai Scorecard | Canterbury | Zimbabweans 159 (78.4) & 165 (51.4)         | – | Kent 487-8d (138) |
|                       |            | Kent gewinnt mit einem Innings und 163 Runs |   |                   |

| 7. Mai Scorecard | Hastings | Sussex 264-4 (50)                 | – | Zimbabweans 267-2 (47) |
|                  |          | Zimbabweans gewinnt mit 8 Wickets |   |                        |

| 9. Mai Scorecard | Chelmsford | Essex 172 (47.2)                  | – | Zimbabweans 175-3 (34.4) |
|                  |            | Zimbabweans gewinnt mit 7 Wickets |   |                          |

| 11. – 14. Mai Scorecard | Chelmsford | Zimbabweans 315 (105.3) & 75-0d (17) | – | Essex 249 (99.3) |
|                         |            | Remis                                |   |                  |

| 24. – 27. Mai Scorecard | Leeds | Zimbabweans 235 (98.1) & 68 (30.3) | – | Yorkshire 124 (58.4) & 147 (54) |
|                         |       | Zimbabweans gewinnt mit 32 Runs    |   |                                 |

| 28. Mai Scorecard | Castleford | Zimbabweans 164-7 (46/46)                    | – | Marylebone Cricket Club 142 (45.1/46) |
|                   |            | Zimbabweans gewinnt mit 22 Runs (D/L method) |   |                                       |

## Test Matches

### Erster Test in London (Lord’s)
| 18. – 21. Mai Scorecard | London | Simbabwe 83 (30.3) & 123 (38.2)                | – | England 415 (135.5) |
|                         |        | England gewinnt mit einem Innings und 209 Runs |   |                     |

### Zweiter Test in Nottingham
| 1. – 5. Juni Scorecard | Nottingham | England 374 (135.2) & 147 (75) | – | Simbabwe 285-4d (82.3) & 25-1 (5) |
|                        |            | Remis                          |   |                                   |

## Statistiken
Die folgenden Cricketstatistiken wurden bei dieser Tour erzielt.
| Tests          | Tests      | Tests   | Tests   | Tests   | Tests   | Tests   | Tests   | Tests   |
| Batting        | Batting    | Batting | Batting | Batting | Batting | Batting | Batting | Batting |
| Spieler        | Mannschaft | Spiele  | Innings | Runs    | Average | HS      | 100s    | 50s     |
| -------------- | ---------- | ------- | ------- | ------- | ------- | ------- | ------- | ------- |
| Mike Atherton  | England    | 2       | 3       | 225     | 75,00   | 136     | 1       | 1       |
| Murray Goodwin | Simbabwe   | 2       | 4       | 178     | 89,00   | 148*    | 1       | 0       |
| Alec Stewart   | England    | 2       | 3       | 148     | 74,00   | 124*    | 1       | 0       |
| Graeme Hick    | England    | 2       | 3       | 136     | 45,33   | 101     | 1       | 0       |
| Guy Whittall   | Simbabwe   | 2       | 4       | 78      | 26,00   | 28      | 0       | 0       |
| Bowling        |            |         |         |         |         |         |         |         |
| Spieler        | Mannschaft | Spiele  | Overs   | Wickets | Average | BBI     | 5W      | 10W     |
| Darren Gough   | England    | 2       | 49.3    | 9       | 19,33   | 4/57    | 0       | 0       |
| Heath Streak   | Simbabwe   | 2       | 84.5    | 9       | 20,22   | 6/87    | 1       | 0       |
| Ed Giddins     | England    | 2       | 30      | 8       | 11,00   | 5/15    | 1       | 0       |
| Guy Whittall   | Simbabwe   | 2       | 34      | 8       | 11,00   | 3/14    | 0       | 0       |
| Andy Caddick   | England    | 2       | 44.5    | 8       | 16,50   | 4/38    | 0       | 0       |

## Player of the Series
Als Player of the Series wurden die folgenden Spieler ausgezeichnet.
| Serie | Player of the Series       |
| ----- | -------------------------- |
| Test  | Mike Atherton Heath Streak |

### Player of the Match
Als Player of the Match wurden die folgenden Spieler ausgezeichnet.
| Spiel   | Player of the Match |
| ------- | ------------------- |
| 1. Test | Ed Giddins          |
| 2. Test | Murray Goodwin      |